# Birgit Glasmacher
Birgit Glasmacher (* 28. Februar 1958 in Wolfenbüttel) ist eine deutsche Wissenschaftlerin und Inhaberin des Lehrstuhls für Mehrphasenprozesse der Fakultät für Maschinenbau an der Gottfried Wilhelm Leibniz Universität Hannover.

## Karriere
Im Jahr 1976 begann Birgit Glasmacher an der RWTH Aachen ihr Maschinenbaustudium in der Fachrichtung Verfahrenstechnik, das sie 1982 mit dem Grad einer Diplom-Ingenieurin abschloss. An der University of Dundee in Großbritannien studierte sie ab 1983 Biomedizinische Technik mit dem Abschluss als Master of Science im folgenden Jahr. Anschließend war sie für 17 Jahre am Helmholtz-Institut für Biomedizinische Technik an der RWTH Aachen tätig. In diesem Zeitraum wurde sie Mutter eines Sohnes (1987) und einer Tochter (1989). Sie legte ihre Promotion mit dem Titel Zur Kalzifizierung von Polyurethan-Biowerkstoffen im kardiovaskulären System an der Fakultät für Maschinenwesen im Jahre 1991 ab.
Von 2001 bis 2006 war Glasmacher Leiterin der Abteilung Kryobiologie & Biomaterialien am Helmholtz-Institut für BMT der RWTH Aachen Universität. Im Jahr 2005 erfolgte der Ruf an die Leibniz Universität Hannover (LUH). Seit 2006 ist sie Universitätsprofessorin für Mehrphasenprozesse und Direktorin des gleichnamigen Instituts an der LUH. Im Jahr 2018 erhielt sie eine Ehrenprofessur an der Kharkiv National University of Radio Electronics in der Ukraine.
Glasmacher setzt sich in vielen Bereichen für die Förderung von Frauen in technischen Studiengängen, insbesondere im Maschinenbau ein. In diesem Zusammenhang führt sie auch Projekte für und mit Schülerinnen durch.
Seit 2019 ist Glasmacher Fellow des EAMBES (European Alliance for Medical and Biological Engineering and Science). Aufgrund ihrer wissenschaftlichen Leistungen sowie ihres ehrenamtlichen Engagements verlieh ihr der Verein Deutscher Ingenieure (VDI) im Dezember 2024 das VDI-Ehrenzeichen.

## Forschung
Das besondere Interesse von Glasmacher liegt im Bereich der Biomedizintechnik. Ihre Forschungsschwerpunkte sind Biomaterialien, Funktionelles Tissue Engineering, Biohybridsysteme, Schädigungsmechanismen an Implantaten und die Kryotechnik.

## Lehre
Neben der Betreuung verschiedener verfahrenstechnischer und biomedizintechnischer Vorlesungen ist Glasmacher maßgeblich an der Gestaltung des Studiengangs Biomedizintechnik an der LUH beteiligt.

## Publikationen (Auszug)
- Birgit Glasmacher, Michael Deiwick: Kalzifizierung biologischer Herzklappenprothesen. In: Medizintechnik, Life Science Engineering. Springer, Berlin/Heidelberg, 2009, ISBN 978-3-540-93936-8.
- Birgit Glasmacher, Gerald A. Urban, Katrin Sternberg u. a.: Biomaterialien, Implantate, Tissue Engineering. In: Biomedizinische Technik – Faszination, Einführung, Überblick. Band 1, de Gruyter, Berlin/Boston 2014, ISBN 978-3-11-025218-7, S. 131–168.
- Birgit Glasmacher, Gerald A. Urban, Katrin Sternberg u. a. (Hrsg.): Biomedizinische Technik – Biomaterialien, Implantate und Tissue Engineering. Band 3, de Gruyter, Berlin/Boston 2018, ISBN 978-3-11-025216-3.

## Mitwirkung in wissenschaftlichen und technischen Gremien (Auszug)
- Vorstandsmitglied der European Society for Artificial Organs (ESAO)
- Mitglied des wissenschaftlichen Beirats von Landes-Offensive zur Entwicklung wissenschaftlich-ökonomischer Exzellenz (LOEWE)
- Vorstandsmitglied der Society for Low Temperature Biology (SLTB)
- Vorstandssprecherin des Zentrum für Biomedizintechnik (zbm), LUH
- Vorsitzende der Kommission Gender im Maschinenbau
- Mitglied „Women in Biomedical Engineering“ (WiBME) der International Federation of Medical and Biological Engineering (IFBME)
- stellvertretende Vorsitzende des Landesverbands Niedersachsen des VDI[2]
- Bestelltes Mitglied im Nutzerbeirat der Technischen Informations Bibliothek (TIB), Hannover
- Mitglied wissenschaftlicher Beirat des Bundesinstituts für Arzneimittel und Medizinprodukte (BfArM)
- Vorsitzende des VDI-Bezirksvereins Hannover
- Leiterin des VDI-Netzwerks Frauen im Ingenieurberuf[1]